# NGC 6071
NGC 6071 est une galaxie lenticulaire (elliptique ?) située dans la constellation de la Petite Ourse. Sa vitesse par rapport au fond diffus cosmologique est de 7 554 ± 34 km/s, ce qui correspond à une distance de Hubble de 111,4 ± 7,8 Mpc (∼363 millions d'al). NGC 6071 a été découverte par l'astronome germano-britannique William Herschel en 1791.
Les bases de données Simbad et HyperLeda identifient la galaxie NGC 6071 à PGC 56674 au lieu de PGC 56767.

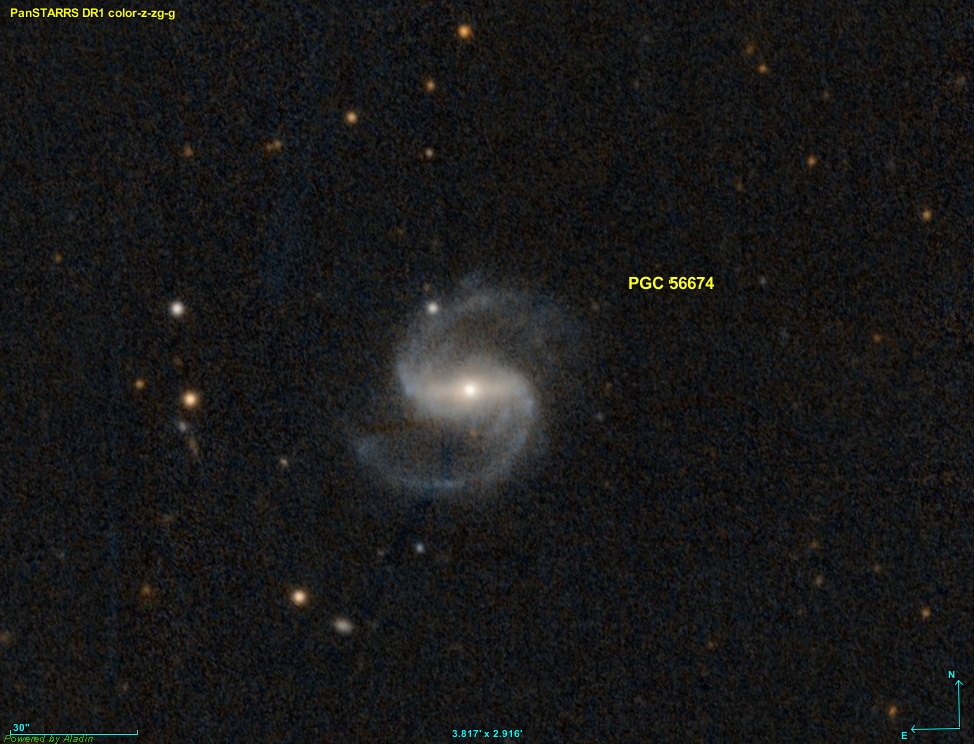
NGC 6071 selon Simbad et HyperLeda.